# بیجه‌لی (یورغیر)
بیجه‌لی (به ترکی استانبولی: Beyceli) یک منطقهٔ مسکونی در ترکیه است که در یورغیر واقع شده‌است.